# 縁故主義
縁故主義（えんこしゅぎ）またはネポティズム（英: nepotism）とは、血縁を持つ縁故者を優先させる態度。
社会学の分野においては、同族・同郷者に限らず同じ共同体に属する人間の意見ばかりを尊重し、排他的な思想に偏る内集団偏向のことを指す。一般に、権力者はしばしば縁故者を自らの側近や部下として配することで知られる。

## 縁故主義の議論
古来から、縁故主義の問題について、孔子やアリストテレスなどの哲学者は悪徳としており、アリストテレスを含めた多くの人間が縁故主義の不利益を被っている。
ハーバード大学の経済流動性研究・政策研究所の Matthew Staiger は、アメリカの国勢調査から30歳までのアメリカ人の3分の1が親の職場に入社し、同世代より約20％多く報酬を受ける傾向にあることを発見した。このような働き方では、親の会社で長期間働く傾向にあるが、採用パターンとして生産性、多様性、機会均等などに悪影響を及ぼすとしている。親の会社で長期間働く傾向も解雇される可能性の低さというわけではなく、転職する傾向が少ないことよる。生産性も優秀な同僚より働くというわけでもなく、不公平な待遇は職場のモチベーションを下げるともされる。また、このような縁故主義では、裕福な家の人間に有利に働き、富の再分配に寄与せず、所得、性別、人種の格差に不平等をもたらす。
腐敗防止の研究では、縁故主義が標的となることが多い。これは汚職のために作られたネットワークとして、縁故やコネを利用するからである。縁故によって、「官僚やビジネスエリートなどが共謀し、未知の他人との取引とは異なる取引方法によって、縁故の中の特定の人物かグループが利益を得るためである」。結果として、未知の他人などの縁故以外の集団と富裕層との分断が広がり、縁故のルールが社会のルールを侵食して、国家や会社による統治が弱体化して、革命やスキャンダルなどが起きることになる。

## カトリック教会における縁故主義
カトリックには、古くから聖職者制度というものがあるが、カトリックの聖職者は結婚したり跡継ぎの子供を作る事は認められていないだけでなく、いかなる性的活動も慎むものとされている（いくつか理由づけはあるが、そのひとつには信仰組織が 世襲制によって いつしか自分の子供ばかりを偏愛する者たちの巣窟のようになってしまうような事態を防止する意図もあった）。
だが、中世ヨーロッパではカトリック聖職者は様々な特権を持つようになっていて、特に司教や修道院長、枢機卿といった上級の聖職者は、世俗諸侯と変わらない権力を持つまでになってしまった。そのような状態になったところ、親族の子供、中でも甥に様々な便宜を与えたり、実質的な後継者とする事が行われるようになってしまったので、これを（批判も込めて）「nepotismo ネポティズモ」と呼ぶことが始まった。イタリア語の「nepote」「nipote」は「孫」と「甥姪」の両方を指す語で、 平たく言えば「甥っ子主義」「姪っ子主義」といった表現である。
また、ローマ教皇に就任した際には、自身の支持基盤強化を兼ねて甥や縁故者を枢機卿に取り立てる例がしばしば見られた。この時おじによって枢機卿に任命された人物の中には、自らが教皇となった例もある（ピウス2世とピウス3世、シクストゥス4世とユリウス2世など）。
さらには、公的には結婚・妻帯が禁じられていたカトリックの聖職者が、密かに儲けてしまった庶子を「甥」と偽ることまでもあった。ルネサンス期になると、そうした反則が半ば公然と行われるようになってしまった。
その代表例としてしばしば挙げられるのが、教皇アレクサンデル6世の庶子、チェーザレ・ボルジアである。また、パウルス3世も実の孫アレッサンドロ・ファルネーゼを14歳にもかかわらず枢機卿に任命した。
縁故主義禁止の明文化
1692年に教皇インノケンティウス12世が教皇勅書「ロマーヌム・デチェット・ポンティフィチェム」（Romanum decet Pontificem）を発布し、教皇が、親族に財産、土地、利益を与える事の禁止を明文化したことにより、カトリック教会の縁故主義は終焉を迎えた。

## 中国の縁故主義
- 太子党 - 中国の人脈などを張り巡らせる富裕層グループ

能力主義の典型である科挙制度導入後の中国の官僚界では、科挙の試験監督となった官僚（すなわち実質的に受験生の合否の帰趨を決する立場の存在）と疑似的な「師弟関係」を結ぶ朋党が出現し、自らの党を強化するための党争が頻発した。また権力を握った皇帝の外戚や宦官も、一族を引き立てて権力を掌握することがあった。現在の中華人民共和国でも太子党と呼ばれる血縁・婚姻関係で結ばれた派閥がテクノクラート的な党官僚を擁する共青団とよく比較される。

## 社会主義国の縁故主義
「階級のない社会」を標榜することが多いながらも、実際には党による強力な指導性を重視する社会主義国では、人材登用には上位者の承認と任命が不可欠（猟官制も参照のこと）であるため、ノーメンクラトゥーラ制による人材登用が行われた。
しかし、上位者が縁故を優先することが多くなり、縁故主義の温床となった。ルーマニアのニコラエ・チャウシェスク政権では特に縁故主義が跋扈し、妻エレナを筆頭にチャウシェスクの親族が要職に就いた。北朝鮮では最高指導者の白頭血統が重視され、最高指導者の三代世襲が行われた。